# Jürgen Friedl (Fußballspieler, 1959)
Hans-Jürgen „Fuzzy“ Friedl (* 23. Februar 1959 in Frankfurt am Main) ist ein ehemaliger deutscher Fußballtorwart.

## Sportlicher Werdegang
Friedl stieß 1973 zu Eintracht Frankfurt und war fast 30 Jahre lang der jüngste Spieler der Bundesligageschichte, nachdem er mit 17 Jahren und 26 Tagen am 20. März 1976 als vierter etatmäßiger Torhüter des Erstligisten in der 64. Minute gegen Hannover 96 für den Ersatztorwart Peter Kunter eingewechselt worden war und den drei Jahre zuvor von Rüdiger Abramczik aufgestellten Rekord unterboten hatte. Am 6. August 2005 wurde dieser statistische Rekord durch den 16 Jahre und 335 Tage alten Nuri Şahin abgelöst. Zu Friedls einzigem Einsatz in der Saison 1975/76 kamen in der Saison 1978/79 zwei weitere hinzu; in dieser Saison war er dritter Torhüter der Eintracht hinter Heinz-Josef Koitka und Jürgen Pahl. In derselben Spielzeit bestritt er außerdem zwei DFB-Pokal-Spiele, nämlich das Viertel- und das Halbfinale. Alle drei Bundesligaspiele mit Friedl gewann Eintracht Frankfurt. Dabei kam er hauptsächlich als Torhüter der Amateurmannschaft zum Einsatz, für die er 95 Spiele in der Oberliga Hessen bestritt.
Nach dem Halbfinalspiel im DFB-Pokal 1978/79, in dem Friedl in der Schlussminute den Treffer zur 1:2-Niederlage hinnehmen musste, wurde er von Eintracht-Trainer Friedel Rausch unter Bezugnahme auf die für einen Torwart geringe Körpergröße (1,75 m) aussortiert, dennoch eine Ablösesumme in Höhe von 30.000 D-Mark aufgerufen. Nachdem er zunächst ohne Verein geblieben war,  wechselte er in den Amateurfußball und spielte zunächst für den SSV Heilsberg als Stürmer.
Zum Jahreswechsel 1979/80 verließ Friedl den Klub wieder und wurde von Alexander Sperber für das American-Football-Team Offenbacher Adler engagiert, dass der seinerzeitige Präsident des American Football Bund Deutschland zusammenstellte. Das Team war jedoch nur von kurzer Dauer und im Sommer kehrte er zum Fußball zurück – inwiefern er für die vor der Bundesliga-Spielzeit 1980 nach Neu-Isenburg umgezogene und daher als Neu-Isenburg Adler antretende Mannschaft als Wide Receiver Pflichtspiele absolvierte ist unklar. Über den VfR Bockenheim kam er 1984 zum FV Bad Vilbel. Hier spielte er bis 1990, anschließend war er als Assistent von Cheftrainer Peter Rübenach und Torwarttrainer beim Klub tätig. In der Rückrunde der Spielzeit 1992/93 kehrte er ins Tor des hessischen Oberligaaufsteigers zurück, nachdem beide regulären Torhüter ausfielen und Rübenach ihm im Abstiegskampf den Vorzug vor dem A-Jugend-Torhüter gab. In der folgenden Spielzeit war er wieder Assistent und machte einen Trainerschein.
Mindestens während seiner Amateurspielerzeit war der Bauzeichner Friedl hauptberuflich für Portas tätig.